# روبي نافارو
روبي نافارو هو مغني فلبيني، ولد في 17 سبتمبر 1979.

## وصلات خارجية
- روبي نافارو على موقع IMDb (الإنجليزية)
- روبي نافارو على موقع ميوزك برينز (الإنجليزية)